# 本山南町
本山南町（もとやまみなみまち）は、神戸市東灘区の町名の一つ。本山地区に含まれる。住居表示実施済み区域で、一丁目から九丁目までが設置されている。平成17年国勢調査（2005年10月1日現在）における世帯数は5,120、人口12,040で内男性5,953人・女性6,087人。

## 地理
本山地区の南部に位置し、北を国道2号、東を神戸市道商船学校線、南を鳴尾御影線に囲まれた東西に長い地域で、西縁の南半部は天上川である（西縁の北半部では甲南町が天井川右岸に張り出す形となっている）。おおむね、旧本山村の南部に当たる地域であるが、本庄村から編入した地域もある。
北から北東にかけては国道2号線を挟んで本山中町が（森南町とは僅かに隣接しない）、同じく北北西から北西にかけては田中町が、東は商船学校線を挟んで北から本庄町・深江北町（四丁目）が、南は鳴尾御影線を挟んで北青木と深江北町（五丁目）が、西は九丁目が甲南町と、同じく五丁目が天上川を挟んで魚崎北町（西が五丁目、南西が一丁目）と、それぞれ隣接している。
住宅地の地価は、2014年（平成26年）1月1日の公示地価によれば、本山南町5-1-27の地点で28万4000円/m2となっている。

## 歴史

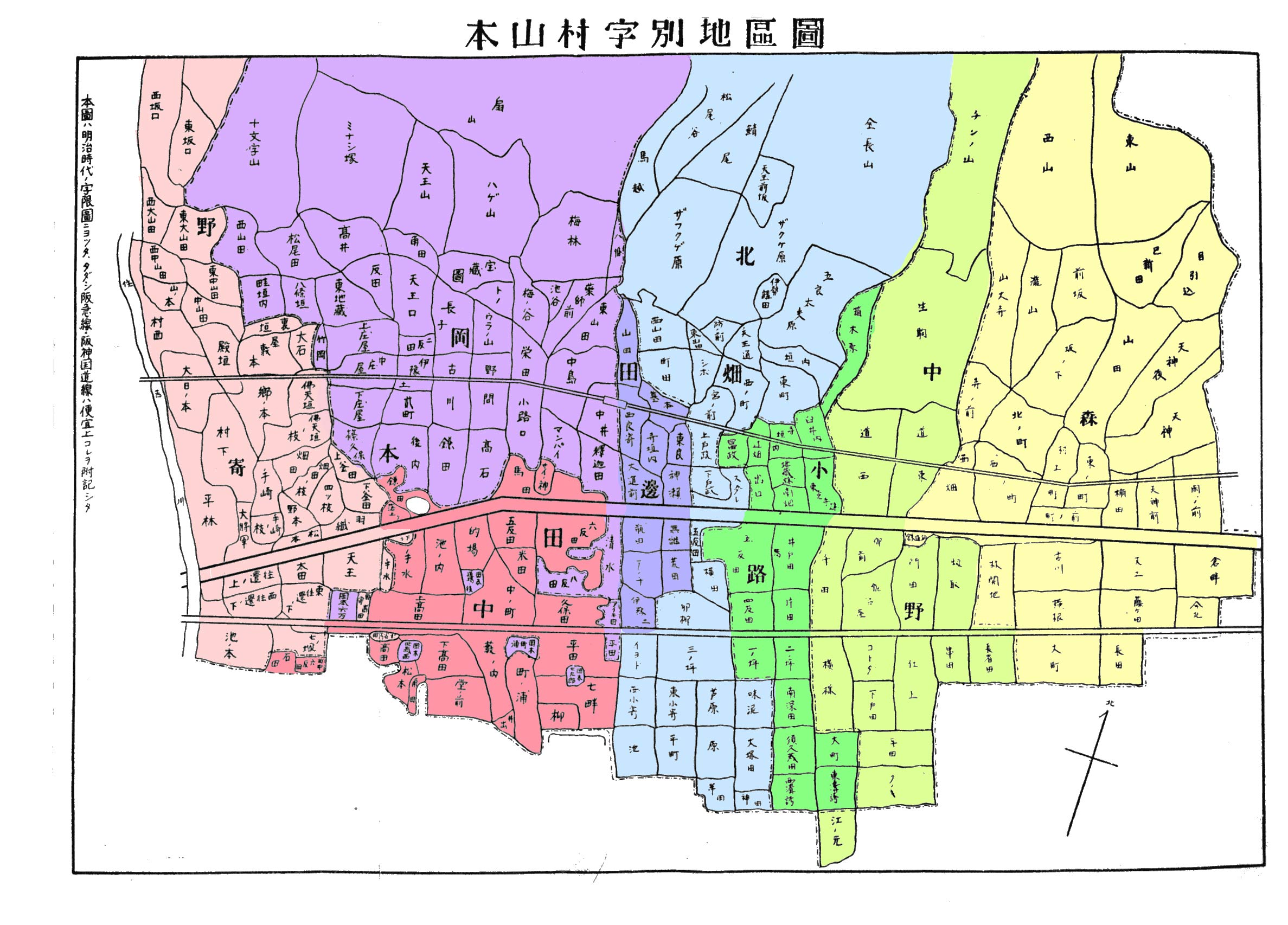
明治時代の本山村の大字・字を示す地図（『本山村誌』）

明治時代の本庄村の大字・字を示す地図（『本庄村史』）。

昭和46年（1971年）6月1日に以下の各小字を合わせて住居表示を実施して成立した：
- 本山町中野字平田筋（南半）・琴田筋（南半）が南東端の一丁目
- 本山町小路字大町・深田（南半）が二丁目
- 本山町北畑字神田（南半）・芦原（南半）・半田と本庄町青木字戸浪町（東半）が三丁目
- 本庄町青木字戸浪町（西半）と同町西青木字前田町（鳴尾御影線を挟んだ北東部）[3]・福池町（東半）と本山町北畑字小寄（南半）が四丁目
- 本庄町西青木字前田町（鳴尾御影線を挟んだ北西部・北中部）[3]・福池町（西半）と本山町田中字平田（南半）が南西端の五丁目
- 本山町中野字平田筋（北半）・琴田筋（北半）が北東端の六丁目
- 本山町中野字戸田筋と同町小路一ツ坪（東半）・深田（北半）が七丁目
- 本山町小路字一ツ坪（西半）と同町北畑字芦原（北半）・神田（北半）が八丁目
- 本山町北畑字小寄（北半）と同町田中字平田（北半）が北西端の九丁目

### 町名の変遷
| 昭和22年10月10日             | 昭和25年7月1日           | 昭和37年3月31日      | 昭和46年6月1日     |
| ---------------------------- | ------------------------ | -------------------- | ------------------ |
| 本山町中野字平田筋           | 本山町中野字平田筋       | 本山町中野字平田筋   | 本山南町一・六丁目 |
| 本山町中野字琴田筋           |                          |                      | 本山南町一・六丁目 |
| 本山町小路字大町             | 本山町小路字大町         | 本山町小路字大町     | 本山南町二丁目     |
| 本山町小路字深田             | 本山町小路字深田         | 本山町小路字深田     | 本山南町二・七丁目 |
| 本山町北畑字神田             | 本山町北畑字神田         | 本山町北畑字神田     | 本山南町三・八丁目 |
| 本山町北畑字大塚田（一部）   |                          | 本山町北畑字神田     | 本山南町三・八丁目 |
| 本山町北畑字味泥（一部）     |                          | 本山町北畑字神田     | 本山南町三・八丁目 |
| 本山町北畑字半田（一部）     | 本山町北畑字半田（一部） | 本山町北畑字芦原     | 本山南町三・八丁目 |
| 本山町北畑字原               |                          | 本山町北畑字芦原     | 本山南町三・八丁目 |
| 本山町北畑字平町             |                          | 本山町北畑字芦原     | 本山南町三・八丁目 |
| 本山町北畑字東コヨリ         |                          | 本山町北畑字芦原     | 本山南町三・八丁目 |
| 本山町北畑字芦原             |                          | 本山町北畑字芦原     | 本山南町三・八丁目 |
| 本山町北畑字三ノ坪           |                          | 本山町北畑字芦原     | 本山南町三・八丁目 |
| 本山町北畑字半田             | 本山町北畑字半田         | 本山町北畑字半田     | 本山南町三丁目     |
| 本庄町青木字平町             | 本庄町青木字戸浪町       | 本庄町青木字戸浪町   | 本山南町三・四丁目 |
| 本山町北畑字平町             | 本山町北畑字平町         | 本山町北畑字小寄     | 本山南町四・九丁目 |
| 本山町北畑字西コヨリ（一部） |                          | 本山町北畑字小寄     | 本山南町四・九丁目 |
| 本山町北畑字イヨド           |                          | 本山町北畑字小寄     | 本山南町四・九丁目 |
| 本山町岡本字平田             |                          | 本山町北畑字小寄     | 本山南町四・九丁目 |
| 本山町田中字平田（一部）     |                          | 本山町北畑字小寄     | 本山南町四・九丁目 |
| 本庄町西青木字井出（一部）   | 本庄町西青木字前田町     | 本庄町西青木字前田町 | 本山南町四・五丁目 |
| 本庄町西青木字荒木           | 本庄町西青木字前田町     | 本庄町西青木字前田町 | 本山南町四・五丁目 |
| 本庄町西青木字長田           | 本庄町西青木字前田町     | 本庄町西青木字前田町 | 本山南町四・五丁目 |
| 本庄町西青木字土田           | 本庄町西青木字前田町     | 本庄町西青木字前田町 | 本山南町四・五丁目 |
| 本庄町西青木字石田           | 本庄町西青木字前田町     | 本庄町西青木字前田町 | 本山南町四・五丁目 |
| 本庄町西青木字横長           | 本庄町西青木字前田町     | 本庄町西青木字前田町 | 本山南町四・五丁目 |
| 本庄町西青木字本ノ峰（一部） | 本庄町西青木字前田町     | 本庄町西青木字前田町 | 本山南町四・五丁目 |
| 本庄町西青木字福井池         | 本庄町西青木字福池町     | 本庄町西青木字福池町 | 本山南町四・五丁目 |
| 本庄町西青木字井手（一部）   | 本庄町西青木字福池町     | 本庄町西青木字福池町 | 本山南町四・五丁目 |
| 本庄町西青木字町の浦         | 本庄町西青木字福池町     | 本庄町西青木字福池町 | 本山南町四・五丁目 |
| 本山町田中字平田             | 本山町田中字平田         | 本山町田中字平田     | 本山南町五・九丁目 |
| 本山町田中字七畔             |                          | 本山町田中字平田     | 本山南町五・九丁目 |
| 本山町田中字柳               |                          | 本山町田中字平田     | 本山南町五・九丁目 |
| 本山町田中字町ノ浦           |                          | 本山町田中字平田     | 本山南町五・九丁目 |
| 本山町田中字井手             |                          | 本山町田中字平田     | 本山南町五・九丁目 |
| 本山町北畑字西コヨリ         |                          | 本山町田中字平田     | 本山南町五・九丁目 |
| 本山町岡本字平田             |                          | 本山町田中字平田     | 本山南町五・九丁目 |
| 本山町岡本字七九郎           |                          | 本山町田中字平田     | 本山南町五・九丁目 |
| 本山町岡本字町ノ浦           |                          | 本山町田中字平田     | 本山南町五・九丁目 |
| 本庄町西青木字福井池         |                          | 本山町田中字平田     | 本山南町五・九丁目 |
| 本山町中野字戸田筋           | 本山町中野字戸田筋       | 本山町中野字戸田筋   | 本山南町七丁目     |
| 本山町小路字一ツ坪           | 本山町小路字一ツ坪       | 本山町小路字一ツ坪   | 本山南町七・八丁目 |
| 本山町小路字二ツ坪           |                          | 本山町小路字一ツ坪   | 本山南町七・八丁目 |

## 施設
- 小寄公園（旧本山交通公園）
- 神戸市立本山南小学校
- 神戸市立福池小学校
- 中野南公園

## 参考資料
- 原田 健 編『東灘区25年』東灘区役所、1976（昭和51）年。